# Amblygobius albimaculatus
 Amblygobius albimaculatus és una espècie de peix de la família dels gòbids i de l'ordre dels perciformes.

## Morfologia
Els mascles poden assolir els 18 cm de longitud total.

## Distribució geogràfica
Es troba des del Mar Roig i l'Àfrica oriental fins a Durban (Sud-àfrica), incloent-hi moltes illes de l'oest de l'Índic. També és present a Indonèsia, Austràlia, Japó, les Filipines i el Pacífic sud.